# Ermita de San Vicente (Alcora)

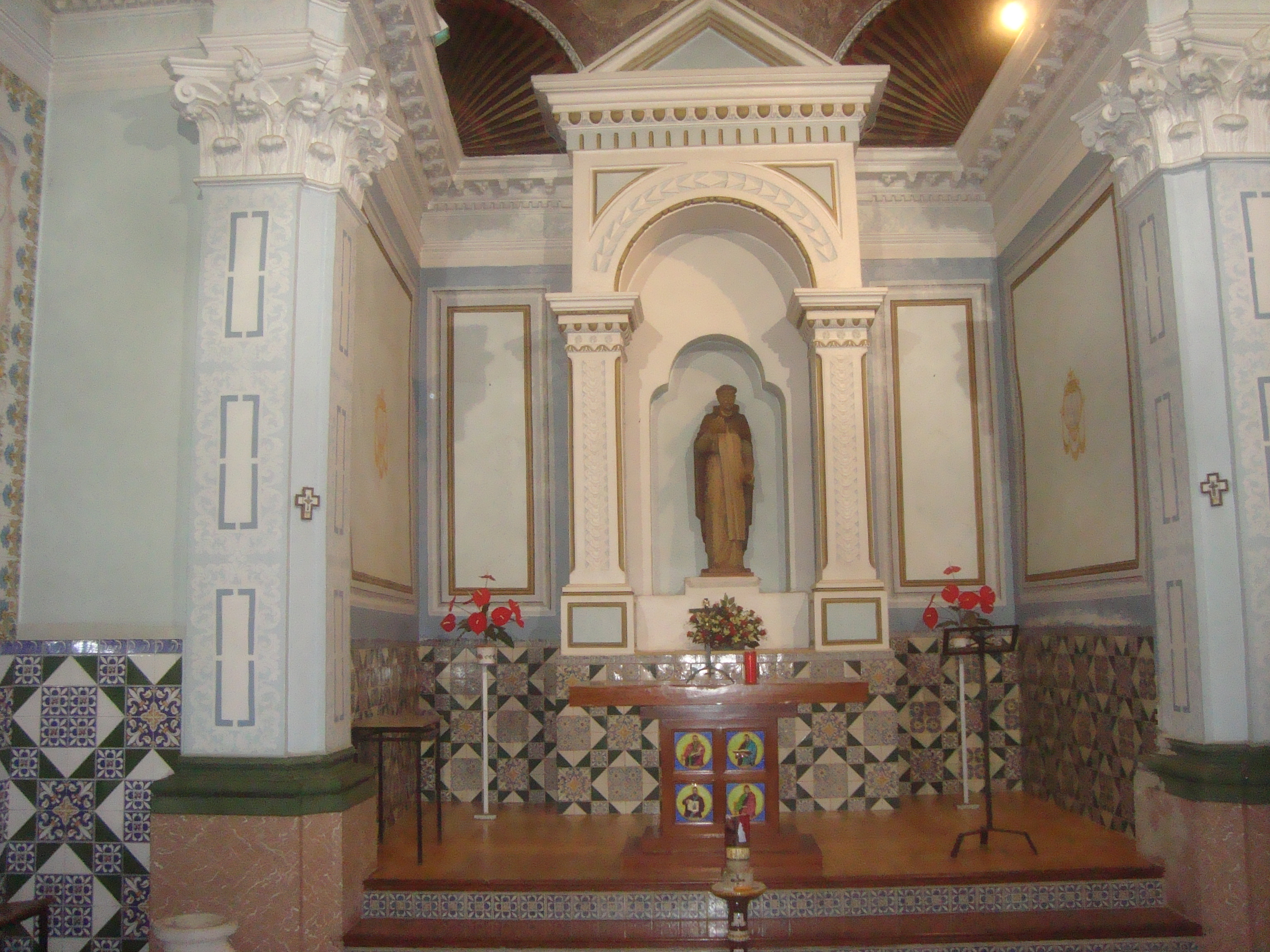
Altar de la ermita de San Vicente (Alcora).

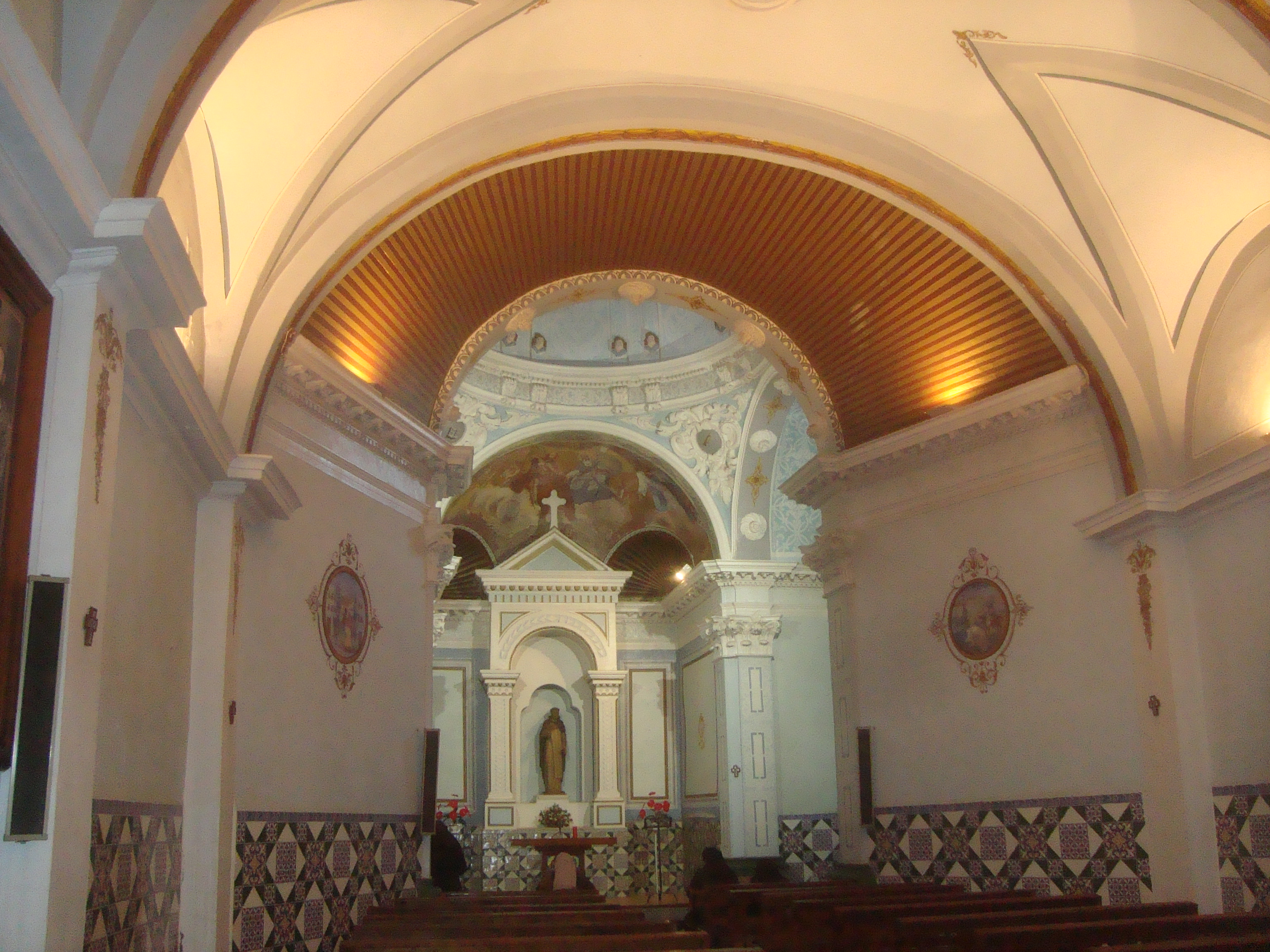
Ermita de San Vicente (Alcora).

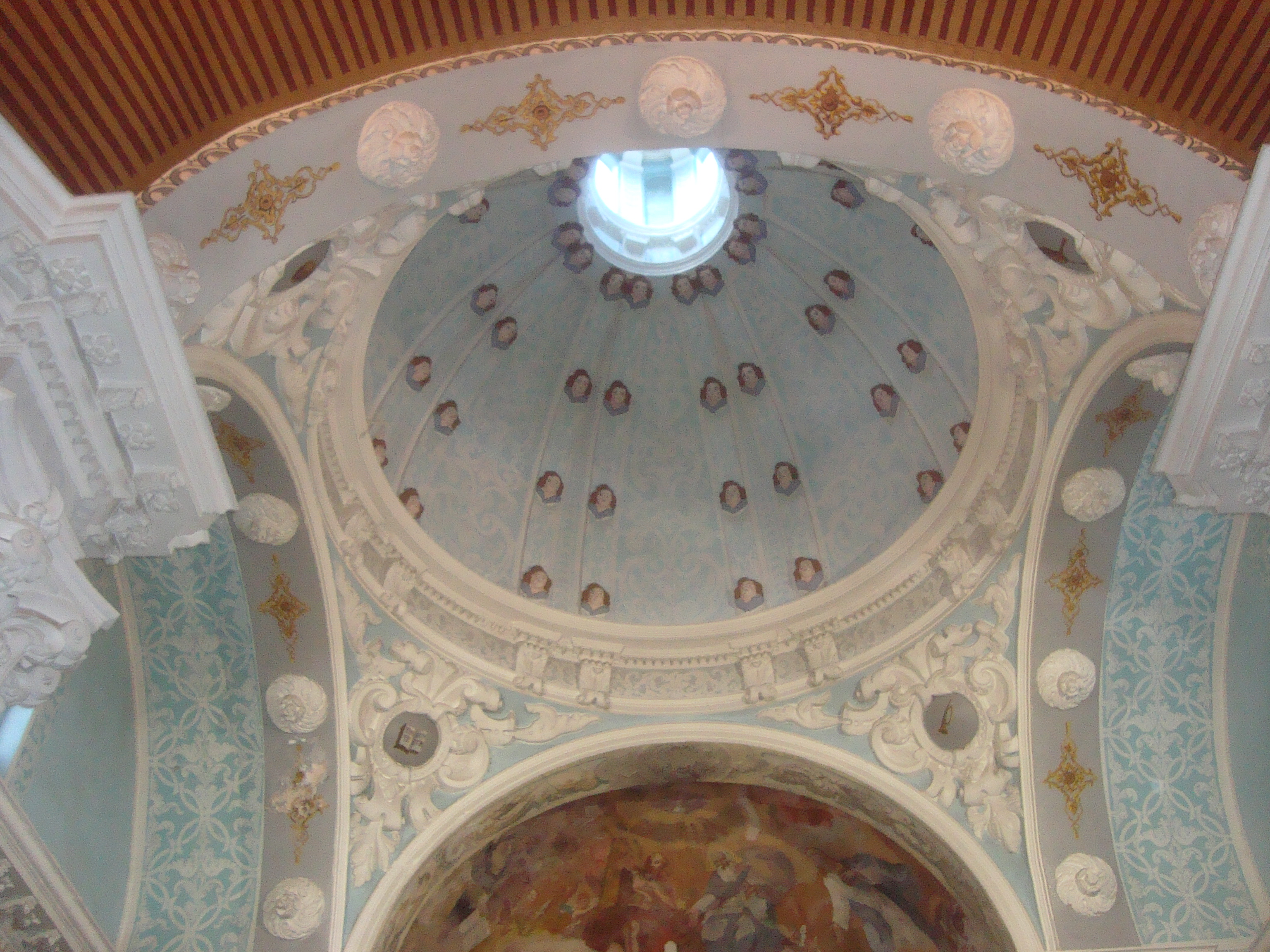
Cúpula de la ermita de San Vicente (Alcora).

La ermita de San Vicente en el término municipal de Alcora (Provincia de Castellón, España), tiene su origen en una aparición del santo valenciano en 1525 y las obras de construcción se inniciaron en 1598. Se trata de un monumento catalogado como Bien de Relevancia Local, presentando como código:12.04.005-004, según consta en la Dirección general de patrimonio Cultural de la Generalidad Valenciana, siguiendo la Disposición Adicional Quinta de la Ley 5/2007, de 9 de febrero, de la Generalidad, de modificación de la Ley 4/1998, de 11 de junio, del Patrimonio Cultural Valenciano (DOCV Núm. 5.449 / 13/02/2007).
En la segunda mitad del siglo XVII recibió una importante ampliación, dotándose de un crucero cupulado con un perfil equiparable con otras obras del arquitecto Juan Ibáñez. Esta resolución en el presbiterio fue muy recurrente en la arquitectura del XVII castellonense, a menudo en consonancia con el esgrafiado blanco sobre fondo azul y pequeñas cabezas de querubines.La ermita de San Vicente de Alcora resume perfectamente estas características de este tipo de arquitectura, bien definitorias de la situación a mediados del siglo XVII.
Se trata de una construcción de planta rectangular de una nave y crucero, cubierta por bóveda de cañón y cúpula sobre pechinas, tambor y linterna. Dispone de coro alto a los pies. En el presbiterio se observan varios modelos de azulejos, no procedentes de la Real Fábrica del conde de Aranda como se ha sostenido tradicionalmente. La decoración es a base de yeserías dieciochescas, esgrafiados y amorcillos escayola, pinturas tipo académico valenciano. 
En 1689 se erigió un segundo altar dedicado a Santa Bárbara.  

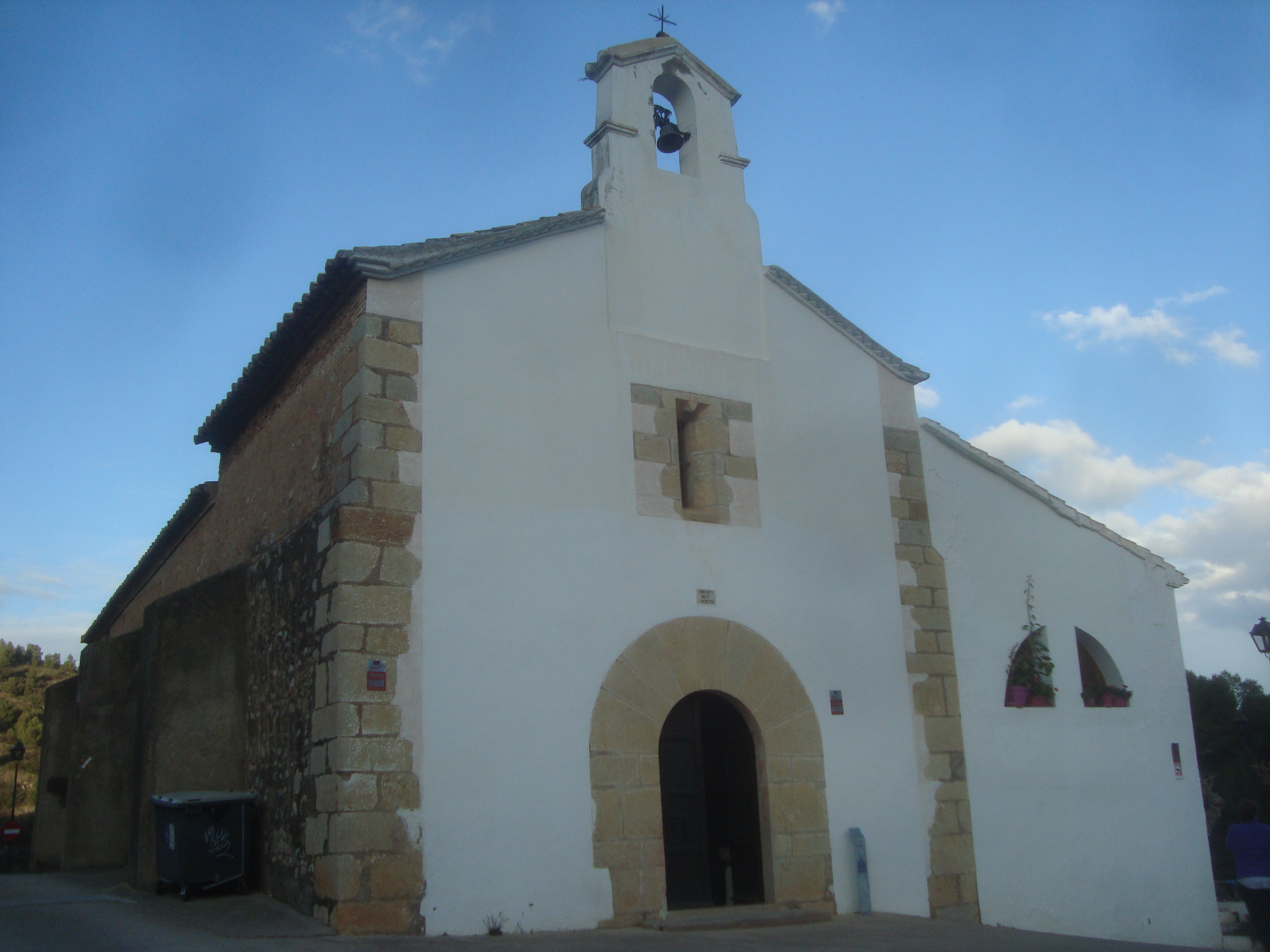
Ermita de San Vicente (Alcora, España).

Por el lado de la epístola está adosada una espaciosa hospedería. Cuenta con una curiosa sacristía apechinada, y porches feriales. 